# Звёздные войны: Возвращение джедая (саундтрек)
Звёздные войны: Возвращение Джедая (саундтрек) (англ. Star Wars: Return of the Jedi — The Original Motion Picture Soundtrack) — это музыка к фильму «Возвращение джедая» 1983 года, составленная и продирижированная Джоном Уильямсом в исполнении Лондонского симфонического оркестра. Музыка была записана в студии Abbey Road Studios в январе и феврале 1983 года. И снова в третий раз Джон Уильямс был продюсером. Оркестратор Херберт В. Спенсер, инженер Эрик Артур Томлинсон, музыкальный монтажёр Кеннет Уоннберг и руководитель записи Лайонел Ньюман снова повторили свои обязанности. Музыка заработала ещё одну и третью за «Звёздные войны» номинацию на премию Оскар для Уильямса. «Возвращение джедая», которое является самой короткой музыкой оригинальной трилогии, было выпущено только на LP сингле, а не на двойном альбоме, как саундтреки к «Новой надежде» и «Империи наносит ответный удар».
Оригинальная версия 1983 года была обновлена Sony Classical и выпущена на LP в 2015 году. Обновленная версия саундтрека была выпущена Walt Disney Records 4 мая 2018 года. Это обновление было недавно собрано из высококачественных лент, а не из существующих мастеров альбома 1983 года.

## Оригинальный выпуск 1983 года

### Трек-лист
LP винил, выпущенный RSO; компакт-диск, выпущенный Polydor
| №  | Название                                            | Длительность |
| -- | --------------------------------------------------- | ------------ |
| 1. | «Main Title (The Story Continues)»                  | 5:09         |
| 2. | «Into the Trap»                                     | 2:36         |
| 3. | «Luke and Leia»                                     | 4:44         |
| 4. | «Parade of the Ewoks»                               | 3:25         |
| 5. | «Han Solo Returns (At the Court of Jabba the Hutt)» | 4:10         |
| 6. | «Lapti Nek (Jabba's Palace Band)»                   | 2:49         |

| №   | Название                      | Длительность |
| --- | ----------------------------- | ------------ |
| 7.  | «The Forest Battle»           | 4:01         |
| 8.  | «Rebel Briefing»              | 2:22         |
| 9.  | «The Emperor»                 | 2:41         |
| 10. | «The Return of the Jedi»      | 5:02         |
| 11. | «Ewok Celebration and Finale» | 8:00         |

Общее время: 44:59
Этот трек-лист также общий с виниловым релизом 2015 года Sony Classical и релизом 2018 года Walt Disney Records.

## Чарты
| Чарт (1983)                   | Высшая позиция |
| ----------------------------- | -------------- |
| Australia (Kent Music Report) | 89             |

## Последующие выпуски

### История выпусков
| Название                                                                           | Дата выпуска в США | Лейбл          | Формат                   |
| ---------------------------------------------------------------------------------- | ------------------ | -------------- | ------------------------ |
| Star Wars: Return of the Jedi (The Original Motion Picture Soundtrack)             | 1983               | RSO            | Двойной-LP               |
| Star Wars: Return of the Jedi (The Original Motion Picture Soundtrack)             | 1986               | Polydor        | CD                       |
| Star Wars Trilogy: The Original Soundtrack Anthology                               | 1993               | Arista         | CD                       |
| The Star Wars Trilogy: Return of the Jedi (The Original Motion Picture Soundtrack) | 1997               | RCA Victor     | Двойной CD               |
| Star Wars Episode VI: Return of the Jedi (The Original Motion Picture Soundtrack)  | 2004               | Sony Classical | Двойной CD               |
| The Music of Star Wars: 30th Anniversary Collector’s Edition                       | 6 ноября 2007      | Sony Classical | CD                       |
| Star Wars: The Ultimate Soundtrack Collection                                      | 8 января 2016      | Sony Classical | CD, LP, цифровой         |
| Star Wars: Return of the Jedi (Original Motion Picture Soundtrack)                 | 4 мая 2018         | Walt Disney    | Обновленный CD, цифровой |

### Star Wars Trilogy: The Original Soundtrack Anthology
В 1993 году 20th Century Fox Film Scores выпустили бокс-сет из четырёх дисков, содержащий музыку из оригинальной трилогии «Звёздных войн». Этот выпуск впервые ознаменовался тем, что полное содержание оригинальных двойных LP-выпусков музыки первых двух фильмов стало доступно на CD. Диск 3 в наборе был посвящен «Возвращению джедая», с остальными треками — на четвёртом диске.
1. «20th Century Fox Fanfare with CinemaScope Extension» — 0:23
2. «Main Title/Approaching the Death Star» — 5:22
3. «Han Solo Returns (At the Court of Jabba the Hutt)» — 4:08
4. «Fight in the Dungeon» — 3:41
5. «The Return of the Jedi» — 5:02
6. «The Emperor Arrives» — 2:07
7. «The Death of Yoda» — 6:05
8. «Parade of the Ewoks» — 3:27
9. «Luke and Leia» — 4:47
10. «The Emperor Confronts Luke» — 3:29
11. «Into the Trap» — 2:39
12. «First Ewok Battle/Fight With the Fighters» — 7:24
13. «The Forest Battle» — 4:04
14. «The Final Duel/Into the Death Star» — 3:40
15. «The Emperor’s Death» — 2:44
16. «Darth Vader’s Death» — 2:33
17. «Through the Flames» — 1:39
18. «Leia Breaks the News/Funeral Pyre for a Jedi» — 2:22
19. «Ewok Celebration/Finale» — 7:58

Бонус-треки (четвертый диск из того же набора)
1. «Heroic Ewok/The Fleet Goes Into Hyperspace»
2. «The Ewok Battle»
3. «Lapti Nek»
4. «Faking the Code»
5. «Brother and Sister»
6. «Leia is Wounded/Luke and Vader Duel»
7. «The Return of the Jedi (Alternate)»
8. «Leia Breaks the News (Alternate)/Funeral Pyre for a Jedi (Film Version)»
9. «Ewok Celebration (Film Version) /End Credits (Film Version)»

- Вторая часть двадцать первого трека, "End Credits (Film Version), " из «Империи наносит ответный удар»

### Специальное издание 1997 года
| Оценки критиков | Оценки критиков |
| Источник        | Оценка          |
| --------------- | --------------- |
| Allmusic        | [ 5 ]           |
| iTunes          | [ 6 ]           |

В ознаменование 20-летия франшизы в 1997 году RCA Victor выпустила саундтреки ограниченным тиражом на 2 диска для каждого фильма в оригинальной трилогии. Выпуск получил название The Star Wars Trilogy: The Original Motion Picture Soundtrack — Special Edition. Только для «Возвращения джедая» по просьбе Джорджа Лукаса были добавлены две новые записанные музыкальные композиции. Джон Уильямс написал и написал новую заключительную мелодию с Лондонским симфоническим оркестром под названием «Victory Celebration», заменив «Ewok Celebration» из оригинального выпуска. Джерри Хей сочинил и аранжировал «Jedi Rocks» в качестве замены «Lapti Nek». Sony Classical Records переиздала саундтрек 21 сентября 2004 года под названием Star Wars: Episode VI — Return of the Jedi (The Original Motion Picture Soundtrack). Набор с двумя дисками был ложно объявлен как полная музыка несмотря на пропуск нескольких музыкальных реплик и оригинальных композиций.
| №   | Название                                                     | Длительность |
| --- | ------------------------------------------------------------ | ------------ |
| 1.  | «20th Century Fox Fanfare» (Alfred Newman, 1954)             | 0:22         |
| 2.  | «Main Title/Approaching the Death Star/Tatooine Rendezvous»  | 9:17         |
| 3.  | «The Droids Are Captured»                                    | 1:21         |
| 4.  | «Bounty for a Wookiee»                                       | 2:50         |
| 5.  | «Han Solo Returns»                                           | 4:01         |
| 6.  | «Luke Confronts Jabba/Den of the Rancor/Sarlacc Sentence»    | 8:51         |
| 7.  | «The Pit of Carkoon/Sail Barge Assault»                      | 6:02         |
| 8.  | «The Emperor Arrives/The Death of Yoda/Obi-Wan's Revelation» | 10:58        |
| 9.  | «Alliance Assembly»                                          | 2:10         |
| 10. | «Shuttle Tydirium Approaches Endor»                          | 4:09         |
| 11. | «Speeder Bike Chase/Land of the Ewoks»                       | 9:38         |
| 12. | «The Levitation/Threepio's Bedtime Story»                    | 2:46         |
| 13. | «Jabba's Baroque Recital»                                    | 3:09         |
| 14. | «Jedi Rocks»                                                 | 2:42         |
| 15. | «Archival Bonus Track: Sail Barge Assault (Alternate)»       | 5:04         |

| №   | Название | Длительность |
| --- | --- | ------------ |
| 1.  | «Parade of the Ewoks» | 3:28         |
| 2.  | «Luke and Leia» | 4:46         |
| 3.  | «Brother and Sister/Father and Son/The Fleet Enters Hyperspace/Heroic Ewok» | 10:40        |
| 4.  | «Emperor's Throne Room» | 3:26         |
| 5.  | «The Battle of Endor I" - "Into the Trap" (2:30) - "Forest Ambush" (2:00) - "Scout Walker Scramble" (2:04) - "Prime Weapon Fires" (5:16)»                                        | 11:50        |
| 6.  | «The Lightsaber/The Ewok Battle» | 4:31         |
| 7.  | «The Battle of Endor II" - "Leia is Wounded" (1:02) - "The Duel Begins" (1:51) - "Overtaking the Bunker" (1:00) - "The Dark Side Beckons" (3:33) - "The Emperor’s Death" (2:37)» | 10:03        |
| 8.  | «The Battle of Endor III" - "Superstructure Chase" (1:53) - "Darth Vader's Death" (2:34) - "The Main Reactor" (1:36)»                                                            | 6:04         |
| 9.  | «Leia's News/Light of the Force» | 3:24         |
| 10. | «Victory Celebration/End Title» | 8:34         |
| 11. | «Ewok Feast/Part of the Tribe» | 4:02         |
| 12. | «Archival Bonus Track: The Forest Battle (Concert Suite)» | 4:05         |

Несмотря на то, что выпущена как полная музыка, в Специальном издании есть несколько реплик, которые были выпущены в предыдущих выпусках. Это включает:
- «Lapti Nek» (Album) — выпущен на сборнике anthology и заменен на SE «Jedi Rocks».
- «Leia’s News» (Alternate) — выпущен на сборнике anthology. Версия фильма однако слышна на SE.
- «Ewok Celebration» (Ewok Source) — выпущен на сборнике anthology, но заменен на SE новой праздничной музыкой, написанной для SE.
- «Ewok Celebration» (Choir Source) — выпущен на сборнике anthology и представляет собой альтернативный вокальный микс (с использованием только хора, а не голосов Эвоков).

## Звукозаписывающая информация

### Список реплик
- 1m3 Approaching the Death Star
- 1m3x (New Bar 23)
- 1m4 Vadar Contacts Luke
- 1m5 The Iron Door
- 1m6-2m1 To Jabba’s Throne
- 2m2 Jabba Source No. 1
- 2m3 My Favorite Decoration
- 2m5 Jabba’s Prisoners
- 3m2 The Big Thaw
- 3m2xI
- 3m2xII
- 3m3 A Strange Visitor (Possibly)
- 3m4-4m1 Fight In the Dungeon
- 3m4x
- 4m1a The Sentence (Possibly)
- 4m3 The Sarlacc Pit
- 4m4 Jabba’s End (Revised)
- 4m5 The Emperor
- 4m5x
- 4m5xII
- 5m1-6m1 Yoda’s Scene
- 5m1-6m2 pt. II Luke and Ben
- 6m2 Battle Plans
- 6m3 Faking the Code
- 6m3x
- 6m4 Jungle Encounter
- 7m1 After the Bike Chase
- 7m2 Enter the Ewok
- 7m3-8m1 More Trouble (Possibly)
- 8m2 More Ewoks Appear
- 8m4 Using the Force
- 8m5 Bedtime Stories
- 9m2 Brother and Sister
- 9m3 Son Meets Father
- 9m4 Finding An Entrance
- 9m5 To Hyper Space
- 9m6-10m1 Heroic Ewok
- 10m2 The Emperor Confronts Luke
- 10m3 Into the Trap
- 10m3 Rebel Forces Captured
- 10m5-11m1 First Ewok Battle
- 10m5-11m1x
- 11m2 Fight With Tie Fighters
- 11m3 The Ewoks Retreat (Possibly)
- 11m4 The Emperor Provokes Luke
- 11m5 The Ewok Battle
- 11m5x
- 11m6-12m1 Leia is Wounded
- 12m2 The Battle Rages
- 12m3 More Duel
- 12m4 The Explosion
- 12m5 The Emperor’s Death
- 13m1 Space Battle
- 13m2 Vadar’s Death
- 13m3 Through the Flames
- 13m4 New
- 13m4 Leia Breaks the News
- 13m5a End Credits
- Freedom
- End Credits
- Brother and Sister
- Jabba the Hutt
- Parade of the Ewoks
- The Battle in the Woods
- New Finale [Special Edition]